# Talco (Teksas)
Talco je grad u američkoj saveznoj državi Teksas. Prema popisu stanovništva iz 2010. u njemu je živjelo 516 stanovnika.